# Piotr Kędzia
Piotr Kędzia (ur. 6 czerwca 1984 w Zgierzu) – polski lekkoatleta, sprinter. Zawodnik AZS Łódź. Halowy mistrz Polski na 400 m (2008), olimpijczyk z Aten (zawodnik rezerwowy) i Pekinu.

## Najważniejsze osiągnięcia
- Mistrzostwa świata juniorów młodszych 2001: srebrny medal – 400 m (47.12), złoty medal – sztafeta 100-200-300-400 m (1:50.46)
- Mistrzostwa Europy juniorów 2001: złoty medal – sztafeta 4 × 400 metrów (3:06.12)
- MEJ 2003: brązowy medal – bieg na 400 metrów (46.69), srebrny medal – 4 x 400 m (3:08.62)
- Młodzieżowe mistrzostwa Europy 2005: złoty medal – 4 x 400 m (3:04.41)
- Uniwersjada 2005: złoty medal – 4 x 400 m (3:02.57)
- Halowe mistrzostwa świata 2006: srebrny medal – 4 x 400 m (el. 3:06.10)
- Mistrzostwa Europy 2006: brązowy medal - 4 x 400 m (3:01.73)
- Halowe mistrzostwa Europy 2007: brązowy medal - 4 x 100 m (3:08.14)
- Uniwersjada 2007: złoty medal - 4 x 400 m (3:02.05)
- Halowe Mistrzostwa Świata 2008: - 4. miejsce (3:08.76).
- Igrzyska Olimpijskie 2008 w Pekinie - 7 miejsce w sztafecie (3:00.32)
- Akademicki wicemistrz świata z Belgradu (2009) w sztafecie 4 x 400 m (3:05.69).

Rekord życiowy na 400 m - 45.94 (2008).